# Saint-Julien-le-Petit
Saint-Julien-le-Petit är en kommun i departementet Haute-Vienne i regionen Nouvelle-Aquitaine i västra Frankrike. Kommunen ligger i kantonen Eymoutiers som tillhör arrondissementet Limoges. År 2022 hade Saint-Julien-le-Petit 296 invånare.

## Befolkningsutveckling
Antalet invånare i kommunen Saint-Julien-le-Petit
| Referens: INSEE |